# Emanuel Lešehrad

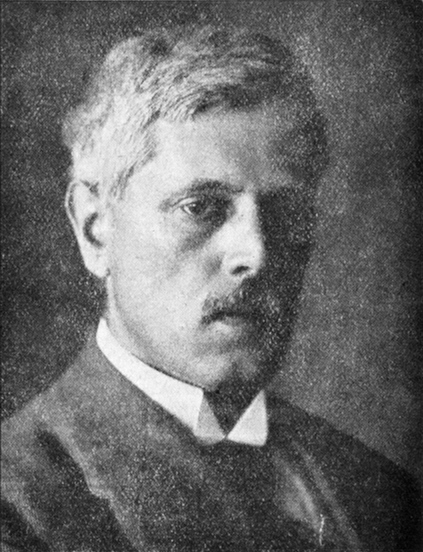
Emanuel Lešehrad
vor 1929

Emanuel Lešehrad (* 15. November 1877 in Prag, Österreich-Ungarn; † 30. Mai 1955 in Prag) war ein tschechischer Schriftsteller, Dichter, Literaturkritiker und Übersetzer. Er hat sich auch für Okkultismus und Geheimgesellschaften interessiert.

## Lešehrads Namen
Emanuel Lešehrad, mit richtigem Namen Josef Maria Emanuel Lešetický, bekannt auch als Emanuel Lešetický z Lešehradu, verwendete außerdem zahlreiche Pseudonyme wie Jiří Zachar, Karel Frýs, K. Mahr, Quido Jarník, Zdeněk Krušina und andere.
Emanuel Lešehrad entstammt der aus Netolice kommenden Familie Lešetický. Sein Vater Josef Lešetický (Armeeoffizier und Bruder des Dichters Vojtěch Lešetický), wurde in den Adelsstand erhoben und erhielt den Titel "z Lešehradu" ("von Lešehrad"). Emanuel Lešehrad verwendete zum Teil den Titel seines Vaters und veränderte ihn zu seinem häufig benutzten Namen Lešehrad.

## Leben
Emanuel Lešehrad wuchs in Prag auf. Er studierte an der deutschen Handelsakademie und an der Tschechoslowakischen Handelsakademie (Českoslovanská obchodní akademie) in Prag. Nach dem Abitur arbeitete er zuerst im staatlichen Pfandamt und 1900–1902 im Magistrat der Stadt Prag. In den Jahren 1903 bis 1932 schlug er eine Beamtenlaufbahn als Archivar, danach Archivleiter, in der Landesbank in Prag ein. Nebenberuflich war Lešehrad in einigen literarischen Redaktionen tätig, unter anderem im Verlag Sfinx bzw. A. Srdce, in der Zeitschrift Literární listy u. a.
Lešehrad gilt als Dichter und Erzähler mit einer dekadent-mystischen Orientierung, die in das Phantastische hineinreichte; er schrieb ebenfalls literarische Studien. Sein Werk ist recht umfangreich; der Verleger A. Srdce gab in den Jahren 1930–1940 sein Werk in 15 Bänden heraus sowie seine Essays in 9 Bänden.
Sein Interesse für das Okkulte und Mystische kam in seinem Wirken zum Ausdruck. Er war aktiver Freimaurer und schrieb für die Zeitschrift Svobodný zednář (Freimaurer), redigierte Okultní a spiritualistická revue (Okkulte und spirituelle Revue), schrieb  historiographische Abhandlungen über das Freimaurertum.  Er gilt als wichtiger Propagator des Freimaurertums in der Tschechoslowakei.
Lešehrad war sprachbegabt und übersetzte aus dem Deutschen, Französischen, Russischen, Englischen, Italienischen und Japanischen unter anderem Werke von Baudelaire, Verlaine, Mallarmé.
Lešehrad redigierte ferner 1931–1943 12 Bände des Lexikons Ottův slovník naučný nové doby.
Lešehrad ist auf dem Prager Friedhof Olšanské hřbitovy begraben.

## Archiv Lešehradeum
Lešehrad sammelte und archivierte seit etwa 1910 bis fast zu seinem Tode literarisch historische Dokumente jeder Art. Als Leiter des Archivs der Prager Landesbank gründete er 1926 ein Archiv mit diesen Dokumenten, das den Namen Lešehradeum erhielt. Es war das erste literarisch historische Archiv in der Tschechoslowakei. Die Sammlung enthielt etwa 35.000 Dokumente jeder Art wie Bücher, Schriftstücke, Fotografien, Bilder und Grafiken, Briefe, Handschriften sowie private Gegenstände. Zu den Persönlichkeiten, deren Dokumente hier vertreten waren, gehörten Byron, Flaubert, Garibaldi, Goethe, Ibsen, Marx, Rolland, Shaw, Tolstoi u. a. Lešehrad machte die Sammlung zuerst in seiner Villa in Prag der Öffentlichkeit zugänglich, später widmete sie dem Nationalmuseum in Prag.
Nach der kommunistischen Machtübernahme 1948 litt das Archiv: Lešehrads Orientierung auf Freimaurertum, Esoterik  und Geheimbündelei passte nicht in die neue Weltanschauung. Die Sammlung wurde in andere Räume umgezogen, teilweise in diverse andere Sammlungen überführt, etliche Exponate sind verlorengegangen. Gegenwärtig soll das Archiv wiederhergestellt werden.

## Werke
tschechisch, Auswahl
- Démon a jiné příběhy, Prag, 1924
- Kosmická pout, 2 Bde., Prag 1931 und 1932
- Tajemný dům, Prag, 1930
- Mys Dobré Naděje, Prag, 1945
- Smutné kraje, 1898
- Květy samoty, 1899
- Atlantis: Básně, 1899
- Esoterní význam recepce, Prag, 1936
- Hledači mystických pramenů, 1922
- Stručné dějiny svobodného zednářství, 1937

deutsch
- Die Planeten (symphonisches Triptychon), aus dem Tschechischen von Franz B. Steiner, Prag, Orbis, 1935
- Sonnenwende, Prag, Karl Zink, 1930
- Zwei kosmische Dichtungen, aus dem Tschechischen von Paul Eisner, Prag, Orbis, 1936

englisch
- Music of the Heart (Selected poems), aus dem Tschechischen von Paul Selver, Prag, Karl Zink, 1929